# Administración

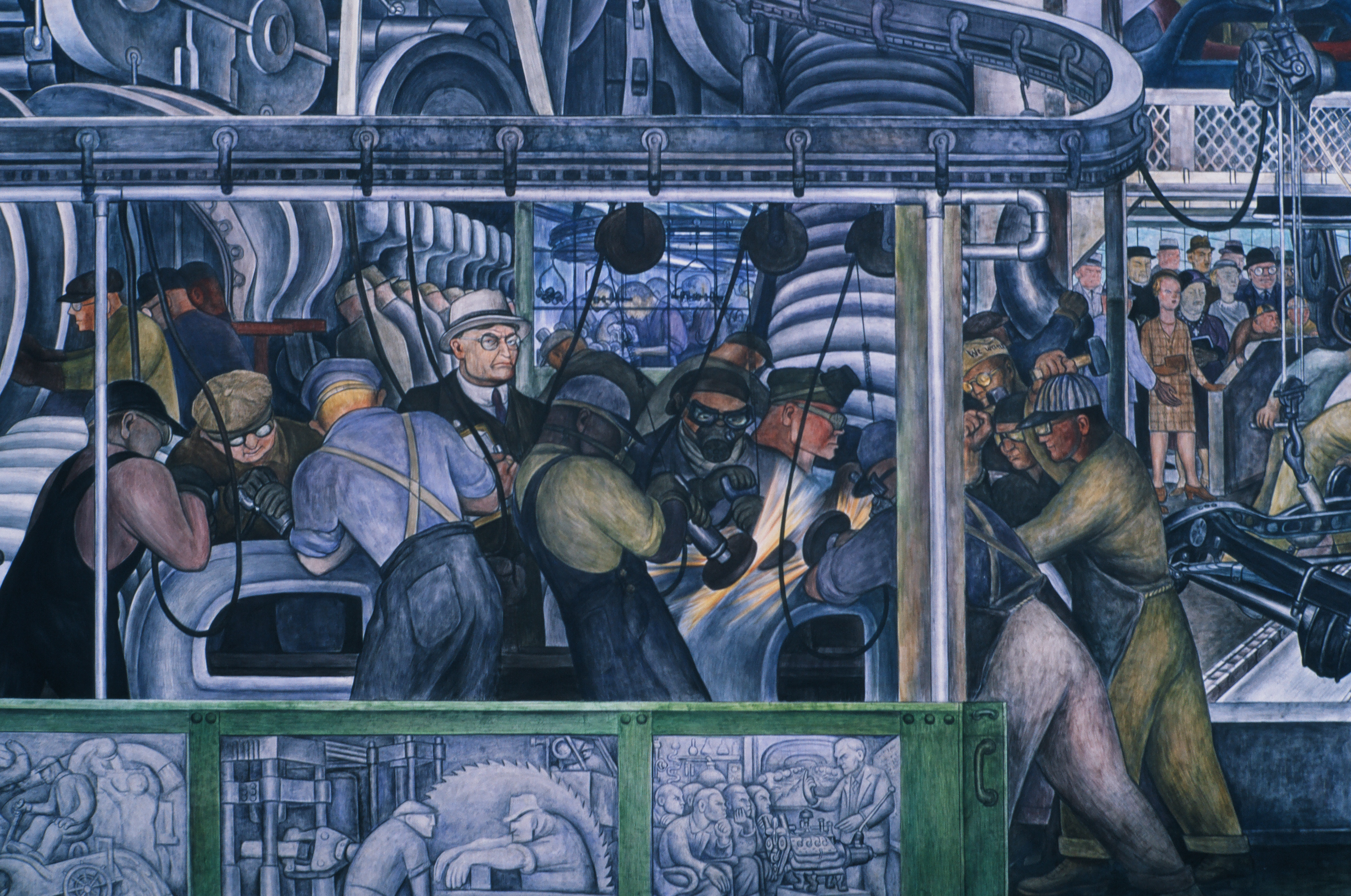
Organización industrial del trabajo.

La administración es una de las «actividades humanas» más importantes encargada de organizar y dirigir el trabajo individual y colectivo efectivo en términos de objetivos. A medida que la sociedad comenzó a depender crecientemente del esfuerzo grupal y que muchos grupos organizados tienden a crecer, la tarea de los administradores (conocidos también como gerentes) se hace mucho más importante. La administración aparece desde que el hombre comienza a trabajar en sociedad. El ser humano es social por naturaleza, por ello tiende a organizarse y cooperar con sus semejantes.
Desde que el hombre apareció en la Tierra ha trabajado para subsistir, tratando de lograr en sus actividades la mayor efectividad posible: para ello, ha utilizado en cierto grado a la administración. La administración nace junto al hombre, aunque, luego se la estudie como fenómeno social.
Las organizaciones, al igual que los individuos, tienen éxito o fracasan por una gran variedad de razones. Algunas de éstas son circunstanciales. La mayoría son personales y humanas e incluyen decisiones que los administradores toman y acciones que realizan.
En los negocios, privados o estatales, no se puede prescindir de una administración eficiente. Es posible que las organizaciones puedan funcionar bien durante un tiempo; sin embargo, no funcionarán bien perdurablemente sin una administración correcta. Lo mismo sucede con los individuos: para tener éxito se han enfocado en las cosas fundamentales, discerniendo claramente entre lo que es importante y lo que no, y administrándose correctamente.
Tanto en el desarrollo de la actividad social como de la individual, el  papel desempeñado por las organizaciones ha sido clave en el avance de la civilización. Ese  papel ha cambiado con el correr de los tiempos porque se han modificado los modelos con que tales organizaciones se han administrado, así como las teorías que han  intentado explicar y predecir el comportamiento de tales organizaciones y de su administración. Dicho conjunto de teorías y otros conceptos conexos son el bagaje con  que se han conformado una disciplina general llamada administración y sus disciplinas derivadas, las ciencias administrativas o administraciones especiales.

## La administración como disciplina científica
La administración es la disciplina científica que tiene por objeto de estudio las organizaciones constituyendo una sociotecnología encargada de la «planificación, organización, dirección y control» de los recursos (humanos, financieros, materiales, tecnológicos, del conocimiento, etcétera) de una organización, con el fin de obtener el máximo beneficio posible; este beneficio puede ser social o económico, dependiendo de los fines perseguidos por la organización.

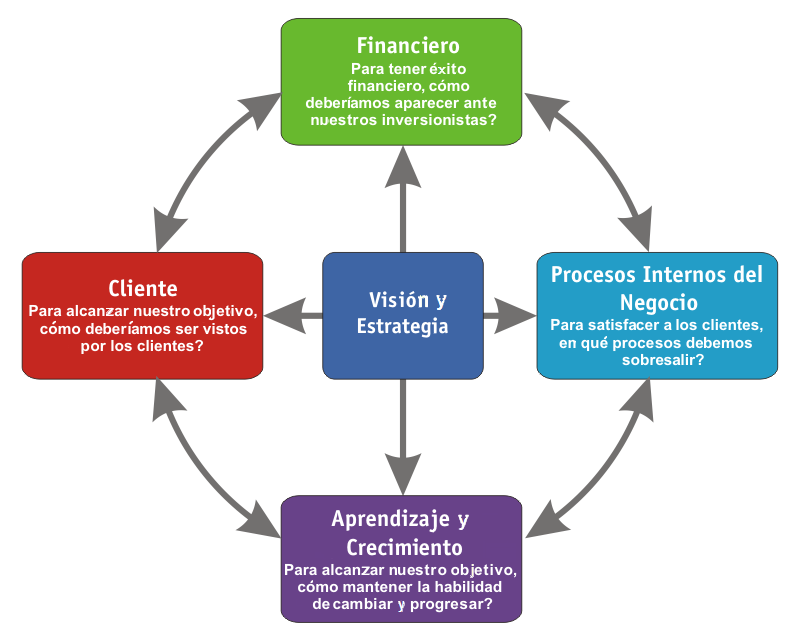
Administración moderna de una organización, centrada en la estrategia y sobre todo enfocada a las necesidades del cliente.

Otras definiciones de administración (según varios autores) son las siguientes:
- La administración es una disciplina que estudia el comportamiento de personas e instituciones humanas expuesta a cambios continuos.[7] (Peter Drucker)
- La administración utiliza un conocimiento fundamental organizado -la ciencia- y lo aplica de acuerdo a la realidad para obtener el resultado deseado y su arte es, el «saber cómo» alcanzar un resultado concreto. (Chester I. Barnard)
- El conocimiento administrativo bien puede ser científico o técnico. El término administración redefinido puede conceptuarse como un vocablo que engloba dos conceptos. Una ciencia que tiene por finalidad la explicación del comportamiento de las organizaciones, y también a un conjunto de técnicas aplicables a la conducción de organizaciones. (KLIKSBERG, Bernardo).[8]
- La administración es una ciencia social que persigue la satisfacción de objetivos institucionales por medio de una estructura y a través del esfuerzo humano coordinado. (José A. Fernández Arenas).[9]
- La administración es el conjunto sistemático de reglas para lograr la máxima eficiencia en las formas de coordinar un organismo social, es la técnica científica de la coordinación. (Agustín Reyes Ponce).[10]

Todas estas definiciones contienen ciertos elementos en común:
1. La existencia de «objetivo(s)» hacia el cual está enfocada la administración.
2. La administración se da en «grupos sociales», es entre personas.
3. Debe existir el uso adecuado de «recursos» para lograr el fin común.
4. Requiere de la «eficacia», es decir, lograr los objetivos establecidos o previstos.
5. Necesita la «eficiencia» que se refiere al logro de los objetivos pero al menor costo y con la máxima calidad.
6. «Productividad», es la obtención de los máximos resultados con el mínimo de esfuerzos humanos.

### Criterios de gestión organizacional
Por otro lado algunos autores establecen criterios de administración, y de ellos derivan leyes.
Los criterios son:
- De gestión o dirección:
  - Eficiencia.
  - Eficacia (o de unidad de objetivo)
  - Adaptación competitiva

- De organización:
  - División del trabajo y especialización (o funcionalidad y departamentalización)
  - Autoridad
  - Jerarquía
  - Motivación y participación o de equilibrio organizacional[11][12][13][14]

Basándose en estos criterios, se pueden establecer las siguientes leyes de la gestión organizacional:
1ª Ley: La gestión debe buscar una dirección innovadora que permita a la organización adaptarse al entorno de manera competitiva y continua.
2ª Ley: Debe promover una estructura organizativa que facilite el logro efectivo de sus objetivos, siempre y cuando no entre en conflicto con la primera ley.
3ª Ley: Debe fomentar una gestión que garantice la eficiencia en todas sus áreas funcionales, sin obstaculizar el cumplimiento de las dos leyes anteriores.

### Otros enfoques analíticos

#### La Administración como Dirección y Organización; y la Administración como Economía de la Empresa
- La Administración como Dirección y Organización (Management) de origen anglosajón, principalmente estadounidense y adoptada como matriz en Latinoamérica; es en su origen una disciplina pragmática, es decir tiene un fin practicista orientada a la praxis empresarial, constituyendo una tecnología social. Oreste Popescu aclara que, en América Latina se tiene una concepción reducida de las Business Administration entendiéndose a la Administración solo como Management, que es una rama particular de las BA.[15] Aquí se aplicará el Management a las distintas funciones empresariales, adoptando el nombre de ciencias administrativas o administración derivada o aplicada, produciéndose el problema de las funciones como silos (llamados silos funcionales u organizacionales[16]); que será subsanado desde la década de 1980 con el surgimiento de la Administración Estratégica, que actuará como disciplina integradora de las distintas funciones empresariales.[17]

La Administración en terminología latinoamericana, o la Dirección y Organización en términos españoles, es decir el Management, comprende lo que algunos autores distinguen como Teoría Administrativa: son proposiciones sobre las técnicas administrativas. Definen qué es administrar, cómo se administra y cómo funciona la administración; y Teoría Organizacional: proposiciones que estudian la naturaleza, estructura y funcionamiento de la organización. Definen qué es una organización, cómo es y cómo funciona.
- La Administración como Economía de la Empresa (Betriebswirtschaftslehre) de origen Centro Europeo, y que se adopta como matriz en Europa Continental; es en su origen una disciplina teórica, que tiene como fin explicar la realidad empresarial, como señala Oreste Popescu. La E. E debe diferenciarse, como aclara Santiago García Echevarria, de la Business Economics o Managerial Economics norteamericano que tiene un fin practicista incorporando a la práctica administrativa la teoría económica. Por otro lado, también, debe diferenciarse de las BA, ya que la Economía de la Empresa constituye una ciencia integradora de las distintas ramas particulares como: Management o Dirección y Organización, comercialización, finanzas, producción, etc.[19][17]

En la E. E. se desarrolla la denominada Teoría de la Economía de la Empresa: que pretende descubrir y aclarar las causas e interdependencias de los fenómenos económicos sociales de la empresa. Para ello desarrollará teorías generales y particulares de finanzas, comercialización, producción, costos, etc., e incorporará la Teoría Organizacional y la Teoría Administrativa, esta última en sus aspectos más teóricos.

#### La administración como razón y como cultura

##### La administración como manifestación de la razón
Desde esta perspectiva se plantea que la acción de administrar es propia e innata del Homo Sapiens, siendo esta un producto de la razón humana, es decir, es una capacidad o facultad humana. En uso de la capacidad de administrar el hombre naturalmente hará algún tipo de previsión - plan - organización o autoorganización (de la acción humana a ejecutar, por ej. vender, fabricar, registrar, etc.) - dirección o autodirección (de la acción humana en ejecución) - control (de la acción humana ejecutada) buscando satisfacer alguna necesidad o fin. 
Es decir, no podrá haber acción humana económica y organizacional intencional sin uso de la capacitad humana de administración, ambas dimensiones estarán íntimamente ligadas. Dado esto, es lo que menciona Claude S. George sobre que la administración ha sido de difícil detección ya que iba siempre confundida con otras acciones como vender, comprar, registrar, etc.; y en lo público en palabra de Omar Gerrero Orosco iba confundida con las finanzas, lo económico, el derecho.
Debe diferenciarse de las acciones realizadas por otras especies que actuaran por instinto e impulsos biológicos; aunque el ser humano en parte actuará en base a estos impulsos producto de la mente reptil, o cerebro básico, que operará, integrando redes neuronales, como trasfondo de la capacidad humana de administración como manifestación de la razón.
Esta capacidad humana de administración, constituye la universalidad primaria de la administración, y de aquí deriva, luego, la universalidad tecnológica. Implicando que se practica administración no solo en un grupo humano organizado en la economía organizacional, sino que, también, administrará el hombre autosuficiente o aislado realizando auto dirección - organización - control de las multitarea ejecutadas en su economía particular. Sin el uso de la capacidad humana de administración es imposible cualquier acción económica. Aquí se considerarán los aspectos económicos y neuropsicológicos. 
Parafraseando a Descartes se podría decir “administro, luego ejecuto”, aunque, también luego, se vaya dando todo en simultáneo en una recursividad. 

##### La administración como cultura
Desde esta óptica se plantea que la administración es una construcción del hombre que está vinculada a la cultura, y que es el resultado del esfuerzo evolutivo del género humano para resolver los problemas respecto de la utilización de los recursos y la creación de riqueza.
Se sostiene que es una invención para superar las limitaciones de la actuación individual y las características del entorno. Son creaciones de la cultura, la elección de los mecanismos para adaptar, modificar y controlar los procesos organizacionales a través de las técnicas administrativas.
Se trata de manejar los elementos simbólicos de la realidad (datos e información) dentro de construcciones formadas también por símbolos que representan las funciones, jerarquías, y las relaciones estructurales de la organización. Por ende, las organizaciones son sistemas artificiales que permiten lograr determinados objetivos.
Aquí la administración se conceptualiza, como la construcción de artefactos simbólicos para resolver la complejidad que representa al hombre el obtener ciertos resultados a partir de insumos humanos y materiales, y satisfacer la producción de bienes y servicios.
En base a estos dos últimos enfoques, se puede hablar de una universalidad primaria y de una universalidad secundaria, de primer y segundo orden, a saber:
- La universalidad primaria es aquella capacidad humana, producto de la razón, de “prever - planear - organizar - dirigir - controlar. No es posible la acción humana deliberada sin estos 5 elementos o fundamentalmente los 4 primeros, pero por defecto el humano evaluará lo realizado dado que el cerebro tiene la capacidad de aprendizaje vía procesamiento de información. Es decir la universalidad de las funciones de la administración o el proceso administrativo, según se quiera conceptualizar, o sea, la capacidad humana de administración como manifestación de la razón.

- Universalidad secundaria de primer y segundo orden:

- - de primer orden en tanto la época o estadio o revolución de la humanidad (Revolución Neolítica: Revolución Agrícola y Revolución Urbana; Revolución Comercial, Revolución Industrial; Revolución de la Información y Conocimiento) donde habrá una administración como producto de la cultura de cada revolución que irá evolucionando y habrá entre ellas diferencias o variantes estructurales (no accidentales), diferencias estructurales en las formas de hacer entre Revolución Industrial respecto de la Revolución Comercial.

Aquí operará de fondo lo que algunos autores, como Pierre Bourdieu, han denominado Revolución Simbólica: que es cuando se subvierten las estructuras cognitivas. Esto quiere significar que habrá una administración y Administración (aunque no sea científica) de y para cada revolución o estadio de la humanidad.
- - de segundo orden donde habrá una administración como producto de cada cultura particular,[18] dentro de la cultura general que cada revolución le imprime a la sociedad, con diferencias o variantes accidentales generales (por ej. las técnicas de gestión industrial propia de cada cultura, aunque en buena medida las técnicas se difundan y adopten a nivel planetario dentro de la cultura impresa por la Revolución Industrial); y dentro de esta habrá diferencias o variantes accidentales particulares de cada grupo humano organizado que tendrá su administración como producto de su cultura organizacional, es decir, diferencias en las formas de hacer entre el grupo organizado A y B, dentro de cada cultura particular en la sociedad en que operan, y que a su vez estarán dentro de la cultura impresa por el estadio o revolución.[17]

Como menciona Konrad Mellerowicz, al ser sempiternas las necesidades, como la invariable naturaleza humana, también lo es la economía de las explotaciones. Lo que varía es la técnica industrial y el «sistema económico» (Sombart). Las diversas formas de la técnica y los distintos sistemas económicos son fenómenos históricos. La economía de la explotación como organización para asegurar la atención de las necesidades es de todos los tiempos. Existe, por lo tanto, una economía de la explotación propiamente dicha, sin perjuicio de las variaciones de forma, tanto técnicas como de organización económica. La explotación es la ejecución permanente y sistemática de una actividad económica, la realización organizada de una obra, todo lo primitiva o lo complicada que se quiera. Y agrega que, en todo sistema económico existe una economía de la explotación y que la técnica debe ser la misma cualquiera sea el sistema que impere, y que siempre existirá dentro de determinados límites una sola clase de técnica a emplear (tanto fabril como administrativa) que corresponderá al estado de desenvolvimiento técnico de la época. En mismo sentido Pinazo Hernandis cita, la administración es de todos los tiempos y de todas las sociedades. El hecho de administrar es tan antiguo como la existencia de los gobiernos; pero la ciencia de la administración es muy moderna.

## Etimología
La palabra «administración», se forma del prefijo «ad» (‘hacia’) y de «ministratio». Esta última palabra viene a su vez de «minister», vocablo compuesto de «minus» —comparativo de inferioridad— y del sufijo «ter», que sirve como término de comparación. «Minister» significa ‘subordinación u obediencia; el que realiza una función bajo el mando de otro; el que presta un servicio a otro’.
La palabra administración se originó en el término «ministrare», del latín clásico, que significaba ‘servir un encargo’, se refería al trabajo delegado a un capataz. «Administrate» se institucionalizó jurídicamente durante la Edad Media como la actividad responsable de ‘cuidar el manejo de’. De este vocablo se derivaron «ministere», «ministerialist», «ministro», que ya en el Alto Medioevo significaba funcionario dirigente. «Administrare», «administrator», «ministro», «administrate» luego de un tiempo significaron la actividad de gobernar, gestionar, dirigir, manejar, controlar bienes, servicios, provincias, acciones de guerra, negocios. Durante el siglo XIX administración adquirió el significado del sujeto que ejecuta la acción de conducir el Estado.
La palabra inglesa «management» significa, administración, gerencia, gobierno, gestión, director, dirección. El verbo inglés «manage» tiene sus raíces en el verbo francés del siglo XV «mesnager», que a menudo se refiere en lenguaje ecuestre a ‘sostener en la mano las riendas de un caballo’.  También es posible el término italiano «maneggiare» (manejar, especialmente herramientas o un caballo). En español «manejar» también puede significar gobernar los caballos. Estos tres términos derivan de las dos palabras latinas «manus» (‘mano’) y «agere» (‘actuar’). «Ménagerie», que derivada de ménager (dícese de quien administra con economía, con prudencia), es la traducción al francés del famoso libro de Jenofonte Oeconomicus  (del griego : Οἰκονομικός) sobre asuntos domésticos y agrícolas. La palabra francesa «mesnagement» (o ménagement) influyó en el desarrollo semántico de la palabra inglesa «management» en los siglos XVII y XVIII.

## Objeto de estudio
El «objeto de estudio» de la administración son las organizaciones; por lo tanto, es aplicable a empresas privadas y públicas; instituciones públicas y organismos estatales, y a las distintas instituciones privadas. Por ejemplo: iglesias; universidades; gobiernos y organismos municipales, provinciales, nacionales; hospitales y otras instituciones de salud, fundaciones, etc. y a todos los tipos de empresas privadas; e incluso las familias y hogares.
El contenido del estudio de la administración varía según la teoría o la escuela considerada. Cada autor de la administración tiende a examinar las variables y los asuntos típicos de la orientación teórica de su escuela o teoría. 

### Variables estudiadas
La administración estudia seis variables básicas: 
1. tarea
2. estructura
3. personas
4. tecnología
5. ambiente
6. competitividad

Estos elementos constituyen los principales componentes de su estudio, donde cada escuela o teoría hará foco en una o más variables.
Las características de la Administración son las siguientes: a. universalidad, b. valor instrumental, c. unidad temporal, d. unidad jerárquica o de ejercicio, e. especificidad, f. interdisciplinariedad, g. flexibilidad.

## Organización

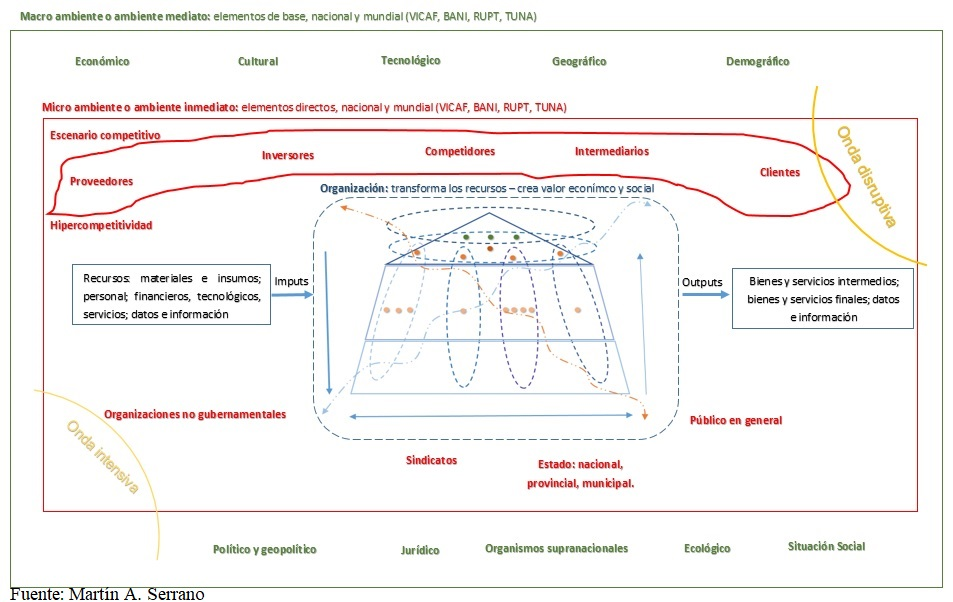
La organización y su estructura jerárquica, el entorno empresarial y su escenario competitivo.

Se puede definir organización como un grupo de personas que trabajan en conjunto para crear valor agregado satisfaciendo necesidades de su grupo de interés. La organización es un sistema abierto y dinámico que opera dentro e interactúa con el ambiente.
Una organización es una herramienta que utilizan las personas para coordinar sus acciones con el fin de obtener algo que desean o valoran, es decir, lograr sus metas. O sea, una organización es la respuesta a alguna necesidad humana y el medio de satisfacerla.
También puede entenderse como un acuerdo deliberado de personas para llevar a cabo un propósito específico. Se puede decir que las organizaciones tienen 3 aspectos en común:
1. Una organización tiene un propósito definido. Este propósito generalmente se expresa a través de objetivos que la organización espera cumplir;
2. Cada organización está formada por personas. Cuenta con ellas para realizar el trabajo necesario para que la organización logre sus metas;
3. Todas las organizaciones crean una estructura deliberada dentro de la cual los miembros realizan su trabajo. Esa estructura puede ser abierta y flexible, sin deberes laborales específicos o un estricto apego a acuerdos de trabajo explícitos.

En organizaciones lucrativas dicho valor agregado se traduce en utilidades que repartirán dividendos o remunerarán el capital invertido; en organizaciones no lucrativas se satisfarán necesidades, pudiendo obtener utilidades pero sin remunerar al capital o distribuir dividendos.
Por organización no solo debe entenderse a la típica unidad productiva o unidad económica, sino que puede considerarse a
1. Toda la cadena de valor productiva y logística de empresas (desde el origen o fuente de la materia prima natural hasta el cliente y el reciclado aplicando logística inversa);
2. El sistema de valor,[36] que incluye a la cadena de valor productiva y de logística, pero además incluye al resto de organizaciones que brindan productos considerados de apoyo a la organización, conocido como clúster empresarial.

## Proceso administrativo
La administración puede verse como un proceso. Esto fue planteado originalmente por Henri Fayol y luego seguido por otros autores, que sugerirían algunas modificaciones. Actualmente se acepta el proceso propuesto por Dale, que está compuesto por las siguientes etapas básicas: Planificación, organización, dirección, control. Este proceso se realiza y corresponde a la «función administrativa o gerencial».

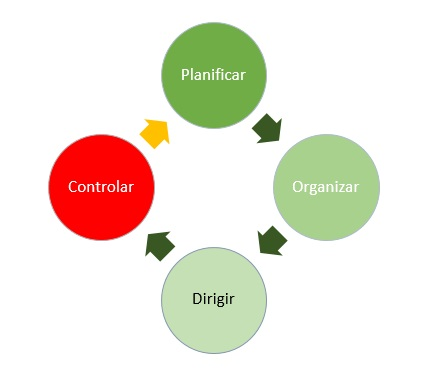
Elementos del proceso administrativo como ciclo recursivo.

- Planificar: es el proceso que comienza con la visión que tiene la persona que dirige a una organización; la misión de la organización; fijar objetivos, las estrategias y políticas organizacionales, usando como herramienta el mapa estratégico; todo esto teniendo en cuenta las fortalezas/debilidades de la organización y las oportunidades/amenazas del contexto (análisis PEST y análisis FODA). La planificación abarca el largo plazo (de 5 a 10 o más años), el mediano plazo (entre 1 y 5 años) y el corto plazo, donde se desarrolla el presupuesto anual más detalladamente. En la actualidad los cambios continuos generados por factores sociales, políticos, climáticos, económicos, tecnológicos, generan un entorno turbulento donde la planificación se dificulta y se acortan los plazos de la misma, y obligan a las organizaciones a revisar y redefinir sus planes en forma sistemática y permanente.
- Organizar: responde a las preguntas ¿Quién va a realizar la tarea?, implica diseñar el organigrama de la organización definiendo responsabilidades y obligaciones; ¿Cómo se va a realizar la tarea?; ¿Cuándo se va a realizar?; mediante el diseño de proceso de negocio, que establecen la forma en que se deben realizar las tareas y en qué secuencia temporal; en definitiva organizar es coordinar y sincronizar, adoptando alguno de los tipos de organización empresarial.
- Dirigir: es la influencia positiva y voluntaria (que implica persuadir), para que todo lo que se ha planeado y organizado, se pueda realizar; en términos coloquiales significa «hacer que las cosas se hagan» y la probabilidad de que se logre dicho objetivo aumenta, cuando ejercemos sobre los miembros de la empresa, el liderazgo, la motivación, la comunicación y la supervisión efectiva, para lo cual se recomienda que sea basado en la teoría de la toma de decisiones usando modelos lógicos y también intuitivos de toma de decisiones.
- Controlar: es la medición del desempeño de lo ejecutado, comparándolo con los objetivos y metas fijados; se detectan los desvíos y se toman las medidas necesarias para corregirlos. El control se realiza a nivel estratégico, nivel táctico y a nivel operativo; la organización entera es evaluada, mediante un sistema de Control de gestión; por otro lado también se contratan auditorías externas, donde se analizan y controlan las diferentes áreas funcionales.

Las etapas o subprocesos detallados no son independientes, sino que están totalmente interrelacionados. Cuando una organización elabora un plan, debe ordenar su estructura para hacer posible la ejecución del mismo. Luego de la ejecución (o tal vez en forma simultánea) se controla que la realidad de la empresa no se aleje de la planificación, o en caso de hacerlo se busca comprender las causas de dicho alejamiento. Finalmente, del control realizado puede surgir una corrección en la planificación, lo que retroalimenta el proceso.

### Roles administrativos o gerenciales
Como complemento de la función administrativa encontramos la propuesta de los roles administrativos. El texto que cobro mayor trascendencia ha sido el de H. Mintzberg, aunque antes y luego ha habido muchos autores que trataron el tema.
Después de estudiar sistemáticamente las actividades de cinco directores ejecutivos de organizaciones diversas, Mintzberg concluyó que no realizan las funciones administrativas clásicas de planear, organizar, dirigir y controlar, sino que se dedican a distintas actividades.
Los roles propuestos son:
1. Roles interpersonales: representante, líder, enlace;
2. Roles informativos: monitor, difusor, portavoz;
3. Roles decisorios: emprendedor, manejador de problemas, asignador de recursos, negociador.

¿Entonces cuál enfoque es mejor, el de funciones o el de roles? Aunque cada uno describe lo que hacen los gerentes, el enfoque de funciones parece ser la mejor forma de describir el trabajo de un gerente. Las funciones clásicas proporcionan métodos claros y discretos para clasificar los miles de actividades que realizan los gerentes y las técnicas que utilizan en términos de las funciones que llevan a cabo para lograr los objetivos. Aunque otro autores argumentan que es más conveniente hacer un estudio de los roles para conocer en profundidad las actividades realizadas por los directivos y que esto permita valorar no solo el conocimiento específico del directivo (habilidades conceptuales y técnicas), sino también, otro tipo de habilidades específicas necesarias para el ejercicio de su actividad.

## Habilidades administrativas o gerenciales
La profesión de administrador tiene muchos aspectos. Según el nivel en que se sitúe, deberá realizar la función administrativa en:    
- nivel operacional de supervisión o jefatura o gerencia operativa: se gestionará en un ambiente controlado y rutinario, abarca tareas especificas y se controla hora a hora o diariamente.
- nivel intermedio o táctico o gerencia divisional o departamental: realizará dicha función administrativa en un ambiente no tan controlado y ni rutinario, y abarcará mayores tareas (división o departamento) y plazos que el nivel operacional.
- nivel institucional o gerencia estratégica o de alto nivel: realiza el proceso administrativo o función administrativa abarcando la organización en su totalidad y con miras al mediano - largo plazo, y orientado hacia un ambiente externo que será no controlable e incierto.

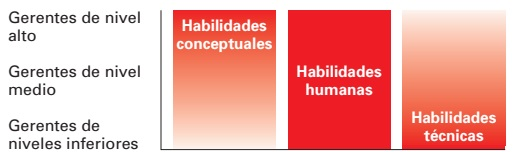
Grado de importancia de los tipo de habilidad de acuerdo al cargo jerárquico.

Los autores plantean que no existe la manera única de dirigir o de actuar. Por el contrario, existen varias maneras de llevar a cabo las tareas de la empresa en condiciones específicas, por dirigentes de temperamentos diversos y modos de actuar propios. El éxito de un administrador depende de su desempeño y de cómo trata a las personas, y de las situaciones según sus características de personalidad; en definitiva, depende de lo que el administrador logra y no de lo que es (administrador per se). 
Según Katz este desempeño es el resultado de las habilidades que el administrador tiene y utiliza. Este autor menciona que se deben tener en cuenta 3 tipos de habilidades que considera fundamentales a la hora de administrar, las cuales son: habilidad técnica, humana y conceptual.
- La habilidad técnica son el conocimiento específico del trabajo y las técnicas necesarias para realizar competentemente las tareas laborales. Estas habilidades son de la mayor importancia en el nivel de supervisión de las organizaciones.
- La habilidad humana  se enfoca en la capacidad de trabajar con personas en equipo y ser un buen líder, por lo tanto el administrador debe saber manejar su ambiente laboral logrando que todos sus compañeros involucrados trabajen liderando de una manera que los impulse a tener ideas mejores y grandes, entregando resultados esperados. Debido a que todos los gerentes tienen que ver con personas, estas habilidades son igualmente importantes en todos los niveles organizacionales de la administración.
- La habilidad conceptual son las habilidades que los gerentes utilizan para pensar y conceptualizar situaciones abstractas y complejas. A través de estas habilidades, los gerentes ven la organización como un todo, comprenden la relación entre diversas subunidades y visualizan cómo encaja la organización en su entorno general. Estas habilidades son las más importantes para gerentes de alto nivel.[42][43]

### Competencias gerenciales o administrativas
Son conjuntos de conocimientos, habilidades, comportamientos y actitudes que una persona necesita para ser eficiente en una amplia variedad de puestos y en varios tipos de organizaciones. Se han identificado seis competencias gerenciales claves:
1. competencia en la comunicación: comunicación formal; comunicación informal; negociación.
2. competencia para la planeación y administración: recopilación de información, análisis y solución de problemas; planeación y organización de proyectos; administración del tiempo; presupuesto y administración financiera.
3. competencia para el trabajo en equipo: diseño de equipos; creación de un ambiente de apoyo; manejo de dinámicas de equipo.
4. competencia para la acción estratégica: comprensión de la industria; comprensión de la organización; tomar acciones estratégicas.
5. competencia para la globalización: conocimiento y comprensión cultural; apertura y sensibilidad cultural.
6. competencia para el manejo personal: integridad y conducta ética; impulso personal y resistencia; equilibrio trabajo y vida personal; manejo de sí mismo y desarrollo.[44]

Esta propuesta de las competencia y habilidades administrativas se complementa con la perspectiva de función o proceso administrativo y con la perspectiva de los roles administrativos.

## Gerente
Un gerente es alguien que «coordina y supervisa» el trabajo de otras personas, y de otros factores y recursos empresariales para lograr los objetivos de la empresa. Los gerentes son los encargos de cumplir con la «función administrativa» o de realizar el «proceso administrativo», donde una de sus subfunciones será gerenciar o dirigir (algunos autores se refieren a gerenciar en el plano operativo y táctico, y a dirigir en el plano estratégico). Deberán realizar esta función o proceso persiguiendo la «eficiencia» en el uso de los recursos (medios) y la «eficacia» (cumplimiento de objetivos-fines).
En este orden de ideas, la labor del gerente no tiene que ver con el logro personal, sino con ayudar a los demás a llevar a cabo su trabajo.

### Tipos de gestión o administración
Como formas o tipos de gestión habituales, sin agotar clasificaciones, se pueden mencionar:
- Gestión por funciones
- Gestión por procesos
- Gestión por proyectos

Es decir, esto podría implicar coordinar el trabajo de una función o subfunción de la empresa (gestión por funciones), o supervisar a una sola persona y actividades reducidas. También podría involucrar la coordinación de las actividades laborales de un equipo conformado por personal de distintos departamentos o hasta por individuos ajenos a la organización como ser proveedores y hasta clientes (gestión por procesos y gestión por proyectos). Tenga en cuenta que también es posible que los gerentes tengan responsabilidades laborales sin relación alguna con la coordinación o la supervisión de otras personas. Por ejemplo, un supervisor de pago de seguros podría procesar las solicitudes correspondientes y, además, coordinar las actividades de otros ajustadores de seguros.

### Niveles gerenciales o administrativos
En las «organizaciones piramidales» tradicionales se pueden encontrar distintos niveles de gestión:
Gerentes de primera línea: administran el trabajo de los empleados no gerenciales se desarrolla en el «nivel operativo u operacional». Muchas veces los gerentes de primera línea ostentan títulos como supervisores o hasta gerentes de turno, gerentes de distrito, gerentes de departamento o gerentes de oficina;
Gerentes de nivel medio: administran el trabajo de los gerentes de primera línea, se desarrolla en el «nivel táctico». Estos individuos pueden tener títulos como gerente regional, líder de proyecto, gerente de tienda o gerente de división;
Gerentes de alto nivel: administran toda la empresa en su conjunto desde un «plano estratégico-político». Se les conoce como presidente ejecutivo, presidente, director administrativo, director general. En las organizaciones «más aplanadas», menos jerárquicas, habrá menor cantidad de niveles gerenciales.

### Formación académica de los administradores o gerentes
Los profesionales de la administración y gestión empresarial (mejor conocidos como administradores, gerentes, directores, etc.) son aquellas personas que  egresan de una facultad de administración o escuela de negocios luego de culminar sus estudios superiores de Administración, poseen conocimientos y habilidades específicas para la gestión organizacional y pueden desempeñarse profesionalmente en distintas funciones y niveles empresariales. 
La carrera universitaria que expide el título respectivo es la Licenciatura o Grado en Administración de Empresas (ADE); en Hispanoamérica: Administración de Negocios, Administración Comercial, Licenciatura en Gerencia, Administración Pública (enfocada en la gestión de los organismos estatales), o simplemente, Administración. Del mismo modo, se le suele presentar como Economía de la Empresa, Gestión Empresarial, Ingeniería Comercial, Ingeniería en Administración de Empresas o Ingeniería Empresarial, así como los grados académicos en áreas específicas de la administración de empresas: Licenciatura en Administración mención: Marketing o Licenciatura en Marketing, Administración mención: Finanzas, entre otras ramas y Bachelor's degree in Business Administration (BBA), en países anglosajones.

## Administración aplicada
La administración es una de las más ubicuas y difusas funciones en todas las sociedades. Esta va siempre acompañada de otros fenómenos de índole distinta como ser: producción, finanzas, ventas, distribución, compras, almacenamiento, registro, etc, lo que ha hecho difícil su distinción (en lo estatal, en el siglo XVIII, lo administrativo estaba confundido con otras materias como la justicia, la economía y las finanzas). El fenómeno administrativo se manifiesta junto a estos otros fenómenos de manera indisociable, es decir, no se puede producir si no se ha realizado planeación, organización, dirección y control de dicha actividad, aunque, estos actos administrativos sean realizados simplemente de manera vulgar y no científico técnica y, viceversa, no puede haber administración si no existiesen actividades. Sin embargo, para su estudio pueden disociarse.
Así, la administración como técnica científica aplica a cualquier fenómeno organizacional que pueda estudiarse como producción, ventas, etc; y en este mismo sentido aplica a los fenómenos particulares de las distintas industrias que puedan ser estudiados. Para esto tiene que existir algún libro científico-técnico (no vulgar) de determinada materia y/o cátedra conformada, y hasta pueden existir carreras de grado, posgrado o técnicas.
Ahora bien, el fenómeno administrativo se da naturalmente y puede aplicarse en forma técnica o vulgar en la realidad, por ejemplo: puede existir en la administración estatal la dependencia de «administración de parques y bosques» pero no constituirá un campo de conocimiento de la Administración si no existe publicado libro científico de la materia o cátedra conformada, será solo administración práctica o en la práctica aunque se haya utilizado administración técnica.
Se listan algunos campos de estudio reconocidos por áreas funcionales e industria, también conocidos como administración derivada o ciencia(s) administrativa(s):

### Por áreas funcionales de la empresa
Las actividades y áreas funcionales típicas de las organizaciones son:
- Administración financiera o finanzas corporativas
- Administración de mercadeo (marketing o mercadotecnia).Estructura clásica piramidal por niveles de las organizaciones, organizada por áreas funcionales

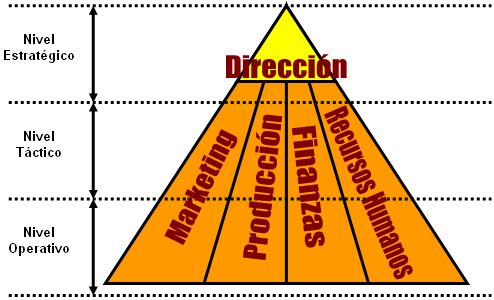
Estructura clásica piramidal por niveles de las organizaciones, organizada por áreas funcionales

- Administración de la producción u operaciones
- Administración de recursos humanos

Además dentro de las áreas funcionales típicas pueden existir, dependiendo del tamaño de la organización, departamentos o actividades de:
- Administración de las tecnologías de la información
- Organización y método
- Investigación operativa
- Administración estratégica
- Inteligencia de negocios
- Gestión del conocimiento
- Gestión del talento
- Gestión de proyectos
- Administración de la cadena de suministro
- Logística
- Gestión documental
- Gestión de existencias

### Por industria o sector
Administración turística, administración  hotelera, administración  gastronómica, administración rural, administración  de seguros, administración  bancaria, administración municipal, administración de empresas familiares, administración de entidades sin fines de lucro, administración de salud y administración hospitalaria, administración de educación y de instituciones educativas, administración del agua, administración de residuos, administración deportiva, administración ambiental, Administración de edificios, etc.

### Por situaciones o sucesos
Administración de crisis, Administración de desastres, Administración de riesgos, Administración de conflictos, administración de la creatividad e innovación, Administración del tiempo, Administración de Relaciones con el Cliente, Administración de la calidad, etc.

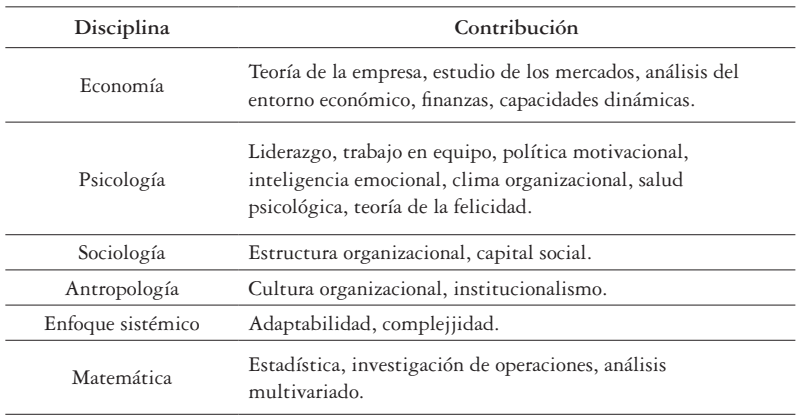

### Relación con otras disciplinas
La administración se relaciona estrechamente con otras ciencias fundamentalmente, como se aprecia en el cuadro, con la economía de la empresa (de la cual, a su vez, forma parte de ella en su aspecto teórico), la psicología, la sociología, la antropología, las matemáticas, la estadística.
Y también, de otras disciplinas como la contabilidad, la comunicación,el derecho, la política, la historia, la geografía, la filosofía, la ciencia militar, la ingeniería industrial y la Ingeniería de sistemas.

## Historia

### Prehistoria
El hombre primitivo y su sociedad de hace 10 000 años disfrutó precariamente de leyes, gobierno, educación y administración. En muchos aspectos, sin embargo, esa sociedad probablemente fue tan compleja como la actual. Tuvo sus códigos de comportamiento en los negocios, reglas acerca del papel de los padres, castigos para los delincuentes, ritos religiosos, buenos modales y otras disposiciones de este tipo. Pero más importante aún fue la comprensión de la necesidad tanto de una autoridad como de un sistema de administración.
A modo de ejemplo se pueden considerar los hallazgos relativamente recientes de Göbekli Tepe, que tienen aproximadamente 12 000 años de antigüedad, y dan muestra de una gran organización para su construcción y mantenimiento. Con lo cual ya se estaba en presencia de sociedades complejas.

### Antigüedad
Algunos escritores encuentra desarrollo de la administración por ejemplo en los sumerios con el desarrollo de la escritura para registro y a los egipcios antiguos constructores de las pirámides reconociendo la necesidad de planear, organizar y regular. El código de Hammurabi reconociendo el control por el uso de testimonios y escritura; establecimiento del salario mínimo; reconocimiento de que la responsabilidad no puede transferirse. También se encuentran testimonios de lo que es hoy administración en el pueblo Hebreo, en China, Roma y Grecia.
Observando la totalidad del continnum del pensamiento administrativo durante este periodo antiguo de la historia, podemos concluir que la administración se apoyó estrictamente sobre una base de ensayo-y-error, con poca o ninguna teoría y virtualmente sin intercambio de ideas y prácticas. De este modo, en esos tiempos antiguos, el pensamiento administrativo existió, pero solamente en un estado nebuloso y no sofisticado. La administración como un proceso separado no fue verbalizada, sino hasta Platón y Sócrates. Platón describió la especialización laboral en el 350 a. C., y Alfarabi enumeró varios rasgos de liderazgo en el año 900 d. C. Otros ejemplos incluyen el Arthashastra indio de Chanakya (escrito alrededor del 300 a. C.).
Sin embargo algunos consideran que el campo de la gestión tuvo su origen en la antigua China, posiblemente incluyendo el primer estado burocrático altamente centralizado, y el ejemplo más temprano (siglo II AC) de una administración basada en el mérito a través de pruebas. Algunos teóricos han citado antiguos textos militares como proveedores de lecciones para los gerentes civiles. Por ejemplo, el general chino Sun Tzu en su obra del siglo VI a. C., "El Arte de la Guerra", recomienda (cuando se reformula en terminología moderna) ser consciente y actuar sobre las fortalezas y debilidades tanto de la organización de un gerente como de las de un adversario. Los escritos del influyente filósofo legalista chino Shen Buhai pueden considerarse como un raro ejemplo premoderno de teoría abstracta de administración. El filósofo estadounidense Herrlee G. Creel y otros académicos encuentran la influencia de la administración china en Europa para el siglo XII en el periodo llamado Plena Edad Media.

### Medioevo
Alfabari, en efecto, en el siglo X, formuló una descripción de tareas para un Estado dominante; en el año 1100, Ghazali asesoró al rey sobre cómo debería actuar y las cualidades que debería desarrollar para ser un buen administrador. Venecia, el caldero del intercambio económico, desarrolló formas tempranas de empresas, y su astillero en particular nos proporciona un cuadro excelente del estado de conocimientos, pensamientos y prácticas administrativas del periodo, la contabilidad. Tomás Moro contribuyó con ideas utópicas para la administración de una sociedad ideal. Maquiavelo, por otra parte, nos dio una penetrante idea de las maquinaciones de los jóvenes príncipes-administradores y destiló el pensamiento de la época en cuatro principios administrativos: (1) apoyo de la base administrada, (2) cohesión (3) liderazgo y (4) derecho a la supervivencia.
Igualmente, desde el punto de vista del pensamiento administrativo, el periodo no es especialmente brillante. Pero sirvió de puente para lo que vendría a partir del siglo XVIII.

### SigloXVIIIyXIX
En los estados absolutistas y dentro de una economía mercantilista (siglos XVII y XVIII) se desarrollaron las llamadas ciencias camerales en Austria, y la ciencia de la policía en Alemania donde se impartían cursos universitarios desde 1727 y Francia, estos serían los antecedentes de la llamada Ciencia de la Administración.
Luego con la Revolución Gloriosa en Inglaterra y la Revolución Industrial allí acaecida y, con la Revolución Francesa surge el liberalismo y el sistema capitalista, donde aparecen las primeras publicaciones sobre Administración que derivan de las antedichas ciencias.
En la primera década del siglo XIX se publican dos obras importantes. En Alemania, el nurembergués Johann Michael Leuchs (1763-1836) publica en el año 1804 su obra traducida como Ciencia comercial completa o Sistema del comercio que marca la transición de un enfoque descriptivo a uno inductivo generalizador, comenzando con el estudio científico de los temas de economía de la empresa.

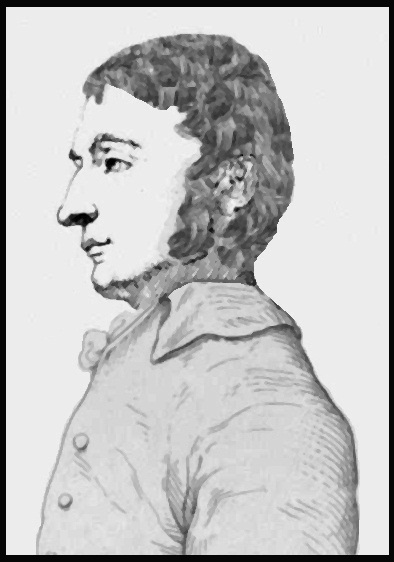
Charles-Jean Baptiste Bonnin

En Francia, Charles-Jean Baptiste Bonnin que se considera actualmente (con base en hallazgos relativamente recientes) como el padre de la Administración Pública, publicó en el año 1808 su primera obra llamada De l’Importance et de la Nécessité d’un Code Administratif, donde enuncia los principios de la misma (que con las adaptaciones correspondientes pueden aplicar a la Administración Privada).
Por ejemplo, algunos de sus principios de Administración Pública fueron: «La acción está en la fuerza y la fuerza radica en la unidad»; «Administrar es obra de uno solo», entre otros. Note la similitud con algunos principios enunciado por Henri Fayol, pero realizados con más de 100 años de anterioridad.
Aunque, debido a las características del liberalismo y capitalismo naciente las investigaciones tanto en administración privada como en administración pública no prosperaron, dado que, por el lado de lo privado el leitmotiv «dejar hacer-dejar pasar» enfocó los estudios económicos en la Economía Política dejando de lado los estudios empresariales; y por el lado de lo público al propender a un estado pequeño y que interviniese lo menos posible en la vida y economía de las personas, el estudio de la administración pública terminó acaparado por el Derecho Administrativo, como mecanismo de preservar y garantizar el derecho de los individuos ante la administración estatal.
Si bien siguió habiendo escritos tanto de administración pública como privada durante el transcurso del siglo XIX, es hacia fines del mismo donde comienza a cobrar impulso la investigación y publicación de obras administrativas, tanto en su faz privada mayormente como en la pública.
Sin embargo, otros autores piensan en la administración moderna como una disciplina que comenzó como un vástago de la economía. Pasada ya la mitad del siglo XVIII los economista James Steuart primeramente en 1767 y luego Adam Smith en 1776, realizan algunos escritos sobre administración en sus libros sobre economía política. En la primera mitad del siglo XIX los economistas clásico escribieron sobre varios temas de administración, podemos mencionar a Samuel P. Newman, John Stuart Mill, Turgot, Say, etc. Proporcionaron un fondo teórico de como ser un buen administrador, cuestiones de planeamiento, dirección, control; sobre a la asignación de los recursos, a la producción y a la fijación de precios.
Al mismo tiempo, innovadores como Eli Whitney, James Watt y Matthew Boulton desarrollaron herramientas técnicas de producción tales como la estandarización, procedimientos de control de calidad, contabilidad analítica y planeamiento del trabajo.
Como antecedente importante hay que mencionar la obra del matemático Charles Babbage On the Economy of Machinery and Manufactures de 1832, que versa sobre la organización y el diseño racional de la producción industria.
Para fines del siglo XIX, Léon Walras, Alfred Marshall, W. S. Jevons y otros economistas introdujeron una nueva capa de complejidad a los principios teóricos de la Administración.
También hubo para esa época escritos de no economistas que sumaron al campo administrativo como Henry Poor, Daniel C. McCallum, Henry R. Towne. Joseph Wharton ofreció el primer curso de nivel terciario sobre Administración en 1881.
Vale aclarar que la economía política no daba una respuesta adecuada sobre la función gerencial o administrativa, proponía cuestiones simples y falsas sobre el hombre de negocios como ser, ante una baja en la demanda actual de sus productos este baja la producción, cuando, lo habitual, es tratar de mantener la producción buscando nuevos canales de venta, etc.

### SigloXX
Durante el siglo XX la administración fue evolucionando en la medida en que las organizaciones fueron haciéndose más complejas y las ciencias como la ingeniería, sociología, psicología, teoría de sistemas y las relaciones industriales fueron desarrollándose. La administración no presenta acuerdo epistemológico dándose una problemática en este aspecto; ya Harold Koontz en 1961 realizó su famosa publicación La jungla de la teoría administrativa y luego en 1980 realizó una nueva publicación llamada Revisión de la jungla de la teoría administrativa. Y Jeffrey Pfeffer menciona que «el campo de la teoría de la organización se asemeja más a un abigarrado matorral en lugar de parecerse a un jardín cuidado con esmero».
Cada teoría administrativa surgió como una respuesta a los problemas empresariales más importantes de su época. En este sentido, todas tuvieron éxito al presentar soluciones específicas para tales problemas. Todas las teorías administrativas son aplicables a las situaciones actuales y el administrador necesita conocerlas bien para disponer de un abanico de alternativas adecuadas en cada situación.
Como se mencionó en el apartado siglo XIX la Administración tanto en su faz privada como pública habían quedado en el olvido debido a las características iniciales del sistema capitalista y el liberalismo. Pero hacia finales de dicho siglo y principios del siglo XX se produce el resurgimiento generado por la evolución del mismo sistema capitalista.
Es así como surgieron en este segmento de tiempo escuelas y universidades dedicadas a la materia, pero que tomarían caminos distintos con resultados distintos, que no serían antagónicos, sino, complementarios. Por un lado, la corriente anglosajona (británica y norteamericana) y, por el otro lado, la europea continental (particularmente suizos, austriacos, alemanes, italianos); la anglosajona le daría preferencia a un enfoque empírico-práctico (management, gestión, dirección) y la europea continental le daría preponderancia a un enfoque teórico-abstracto (economía de empresa).
Entonces, aquí se desarrollarán los enfoque o escuelas de la Administración o management. Aunque estos enfoques se incorporan en sus aspectos teóricos a la economía de la empresa desde la década de 1970.

## Enfoque clásico de la administración
La escuela de la administración científica se desarrolló en los Estados Unidos, durante los gobiernos de los presidentes Theodore Roosevelt y Woodrow Wilson, teniendo a F. W. Taylor como su iniciador y considerado padre de la administración. Aparece en un contexto económico, post 1850, donde nace la gran empresa (inicialmente las ferroviarias, construcción, acerías) y donde se da un aumento de la competencia; situación algo similar se vivía en Francia donde surge la teoría clásica de la mano de H. Fayol.
Este enfoque se divide en 2 corrientes principales, que tratan de establecer principios de aplicación universal, analizando la naturaleza y estructura de la administración:

### Escuela de administración científica
Alrededor del 1900, muchos empresarios intentan dar a sus actividades e ideas una base científica. Los ejemplos incluyen, El ingeniero como economista, de Henry Towne (1886); La administración científica, de Frederick Winslow Taylor (1911); El estudio aplicado del movimiento, de Frank y Lillian Gilbreth (1917), etc. En 1912 Yoichi Ueno introdujo el taylorismo en Japón y se convirtió en el primer consultor en administración de empresas que creó el llamado «estilo japonés de administración». Su hijo Ichiro Ueno fue un pionero de la garantía de calidad japonesa. En 1913 hace su aparición el sistema de producción en cadena, llamado luego fordismo, siguiendo las ideas de Henry Ford el fundador de la Ford Motor Company.
Taylor proponía para su administración científica:
- División del trabajo entre gerencia y ejecución: la gerencia planeaba, diseñaba y organizaba el trabajo, y los obreros ejecutaban.
- Análisis del trabajo y estudio de tiempos y movimientos.
- Estudio de la fatiga humana.
- División del trabajo y especialización del operario.
- Diseño de cargos y tareas.
- Incentivos salariales y premios por producción.
- Concepto de homo economicus.
- Condiciones ambientales de trabajo (iluminación, comodidad y otros).
- Estandarización de métodos y de máquinas.
- Supervisión funcional[74]

En 1920 Barnes realizó una síntesis de las ideas fundamentales de la administración científica y dio origen a la ingeniería industrial, que nace como subproducto de esta escuela.

### Escuela de la teoría clásica de administración
Las primeras teorías generales de la Administración aparecieron alrededor de 1916. Primero, Henri Fayol, que es reconocido como el fundador de la teoría clásica de la administración, fue el primero en sistematizar el comportamiento gerencial y estableció los 14 principios de la administración en su libro Administración general e industrial:

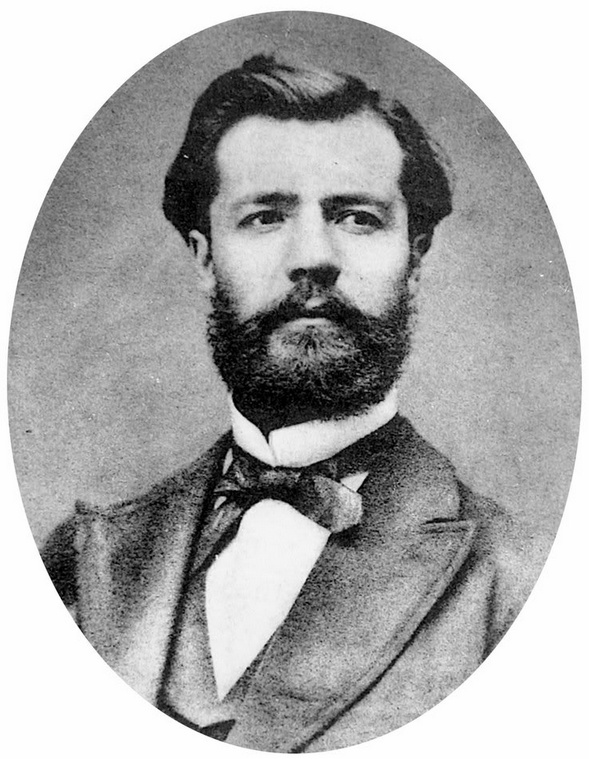
Henri Fayol es considerado por muchos como el verdadero padre de la Administración

1. Fayol destaca lo que considera las «funciones básicas» de la empresa:
1. Operaciones técnicas como producción, fabricación y transformación
2. Operaciones financieras como la búsqueda y administración del capital
3. Operaciones comerciales como las compras, ventas, marketing
4. Operaciones contables como inventarios y estados financieros
5. Operaciones administrativas que son planeación, organización, ejecución, dirección y control

2. Enuncia al «acto de administrar» como planear, organizar, dirigir, coordinar y controlar (ya detallado más arriba en proceso administrativo).
3. Además, enuncia lo que considera deberían ser los «principios generales de la administración»:
1. Subordinación de intereses particulares: Por encima de los intereses de los empleados, están los intereses de la empresa. Aunque la verdad es darle más importancia a los empleados que la empresa
2. Unidad de Mando: En cualquier trabajo un empleado solo deberá recibir órdenes de un superior.
3. Unidad de Dirección: Un solo jefe y un solo plan para todo grupo de actividades que tengan un solo objetivo. Esta es la condición esencial para lograr la unidad de acción, coordinación de esfuerzos y enfoque. La unidad de mando no puede darse sin la unidad de dirección, pero no se deriva de esta.
4. Centralización: Es la concentración de la autoridad en los altos rangos de la jerarquía.
5. Jerarquía: La cadena de jefes va desde la máxima autoridad a los niveles más inferiores y la raíz de todas las comunicaciones van a parar a la máxima autoridad.
6. División del trabajo: quiere decir que se debe especializar las tareas a desarrollar y al personal en su trabajo.
7. Autoridad y responsabilidad: Es la capacidad de dar órdenes y esperar obediencia de los demás, esto genera más responsabilidades.
8. Disciplina: Esto depende de factores como las ganas de trabajar, la obediencia, la dedicación y un correcto comportamiento.
9. Remuneración personal: Se debe tener una satisfacción justa y garantizada para los empleados.
10. Orden: Todo debe estar debidamente puesto en su lugar y en su sitio, este orden es tanto material como humano.
11. Equidad: Amabilidad y justicia para lograr la lealtad del personal.
12. Estabilidad y duración del personal en un cargo: Hay que darle una estabilidad al personal.
13. Iniciativa: Tiene que ver con la capacidad de visualizar un plan a seguir y poder asegurar el éxito de este.
14. Espíritu de equipo: Hacer que todos trabajen dentro de la empresa con gusto y como si fueran un equipo, hace la fortaleza de una organización.

### Escuela empirológica de Ernest Dale
La escuela empirológica de Ernest Dale plantea que la administración no debe basarse solo en la experiencia práctica que enunciaron los iniciadores de la Administración, sino que se deben realizar investigaciones para cada caso en particular y en un determinado momento; también plantean la enseñanza por medio de casos reales.

## Escuela estructuralista-burocrática
La escuela estructuralista-burocrática analiza las relaciones que tienen las organizaciones con el sistema social que las rodea; estudia los intercambios y las influencias del contexto en la organización; también estudia los «grupos formales» (diseñados por la gerencia) y los «grupos informales» (formados espontáneamente) dentro de las organizaciones y como influye el contexto en estos.
Su iniciador fue Max Weber (1864-1920) que definió a la burocracia como la forma más eficiente de organización y elaboró su modelo conocido como modelo de burocracia ideal. Entre sus principales exponentes podemos destacar a Ralph Dahrendorf, así también como a Renate Mayntz, Philip Selznick, Chester Barnard y Amitai Etzioni para toma de decisiones. La escuela estructuralista pretende equilibrar los recursos de la empresa, prestando tanto a su estructura como al recurso humano, abordando aspectos tales como la correspondencia entre la organización formal e informal.
La corriente estructuralista de la administración pretende equilibrar los recursos de la empresa, prestando atención tanto a su estructura como al recurso humano, abordando aspectos tales como la correspondencia entre la organización formal e informal, entre los objetivos de la organización y los objetivos personales y entre los estímulos materiales y sociales. Tiene como objetivo principal estudiar los problemas de las empresas y sus causas prestando especial atención a los aspectos de autoridad y comunicación. Considera que hay cuatro elementos comunes a todas las empresas: autoridad, comunicación, estructura de comportamiento, estructura de formalización.

## Enfoque humanista de la administración

### Teoría de las relaciones humanas
Esta corriente inicia con el experimento de Hawthorne y se opone a los supuestos clásicos mediante el énfasis en las personas y en las relaciones humanas. Critica al enfoque clásico en que es exageradamente simplificado e incompleto pues no considera el comportamiento humano dentro de la organización. Es más, Urwick y Gülick, cuando escribieron sus obras (T. clásica), ya conocían las primeras informaciones respecto del experimento de Hawthome, que dio inicio al enfoque que estudia la importancia de las relaciones humanas y del componente humano en las organizaciones. 
La teoría de las relaciones humanas (también denominada escuela humanística de la administración), desarrollada por Elton Mayo y sus colaboradores, surgió en los Estados Unidos como consecuencia inmediata de los resultados obtenidos mediante los experimentos de Hawthorne. Fue básicamente un movimiento de oposición a la teoría clásica de la administración.
Elton Mayo, F. J. Roethlisberger y otros, emprendieron los famosos experimentos en la planta en Hawthorne de la Western Electric Company, entre 1927 y 1932. Antes, de 1924 a 1927, el Consejo Nacional de Investigación realizó un estudio en colaboración con la Western Electric para determinar el efecto de la iluminación y otras condiciones en los trabajadores y su productividad. Los investigadores encontraron que cuando la iluminación se aumentaba o se disminuía, mejoraba la productividad del grupo de prueba, y habían decidido declarar el fracaso total del experimento, pero Elton Mayo, de Harvard, percibió algo inusitado y con Roethlisberger y otros, prosiguió la investigación. Cambiar la iluminación del grupo de prueba, alterar los periodos de descanso, acortar la jornada laboral y variar los sistemas de pago de incentivos no explicaban los cambios de la productividad. Mayo y sus investigadores llegaron a la conclusión de que la causa estaba en otros factores.

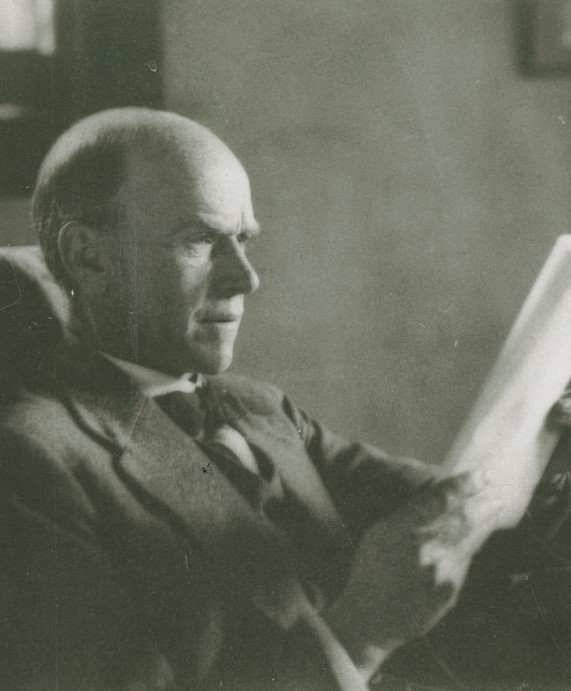
Elton Mayo

Por ejemplo, el experimento para evaluar el efecto de un sistema de pago de incentivos por el trabajo a destajo de un grupo según su productividad, donde los resultados indicaron que el plan de incentivos tuvo menos efecto sobre la productividad de los trabajadores que la presión, aceptación y seguridad del grupo. Los investigadores concluyeron que las normas sociales o estándares grupales eran los factores clave del comportamiento laboral individual. Es decir, se concluyó que el comportamiento y las actitudes de la gente están muy relacionados, que los factores grupales afectan de manera significativa el comportamiento individual, que los estándares grupales establecen la productividad individual de cada trabajador, y que el dinero es un factor menor en la determinación de la productividad, comparado con los estándares y actitudes grupales y la seguridad.
La amistad y la agrupación social de los trabajadores deben considerarse como aspectos relevantes en la administración. La teoría de las relaciones humanas contrapone el comportamiento social del empleado al comportamiento de tipo máquina propuesto por la teoría clásica, basado en la concepción atomística del hombre. Para esta teoría, la motivación económica es secundaria en la determinación del rendimiento del trabajador. Menciona que lo que motiva a las personas es la necesidad de «reconocimiento», de «aceptación social» y de «participación» en las actividades de los grupos sociales con los que conviven, a esto se debe el concepto de hombre social.

### Escuela conductista (psicológica) de la Administración
Abraham Maslow, Douglas McGregor y Frederick Herzberg, entre otros, escribieron sobre la superación personal de los individuos. Su obra engendró nuevos conceptos en cuanto a la posibilidad de ordenar las relaciones para beneficio de las organizaciones. Además, determinaron que las personas pretendían obtener algo más que recompensas o placer al instante. Dado que las personas tenían formas de vida complejas, entonces las relaciones en la organización deberían sustentar dicha complejidad.
Según Maslow, las necesidades que quieren satisfacer las personas tiene forma de pirámide. Las necesidades materiales y de seguridad están en la base de la pirámide y las necesidades del ego (por ejemplo, la necesidad de respeto) y las necesidades de autorrealización (como la necesidad de crecimiento personal y de significado) están en la cúspide. McGregor presentó otro ángulo del concepto de la persona compleja. Distinguió dos hipótesis básicas alternativas sobre las personas y su posición ante el trabajo. Llamó a estas dos hipótesis teoría X y teoría Y.
Por su parte, Herzberg planteó distintos elementos y factores que motivan, desmotivan o no motivan al factor humano dentro de la organización. Explicó que todo lo que ocurra en la empresa relacionado con el individuo y su forma de sentirse, lo motivará; sin embargo, todo aquello que imponga reglas, políticas de la organización, salarios, entre otros, no lo motivarán pero que, si no están presentes, podrán desmotivarlo.

#### Teoría de la jerarquía de necesidades
La llamada pirámide de Maslow o jerarquía de las necesidades humanas es una teoría psicológica propuesta por Abraham Maslow en su obra Una teoría sobre la motivación humana (A Theory of Human Motivation), de 1943, que posteriormente amplió. Maslow formulá en su teoría una jerarquía de necesidades humanas y defiende que, conforme se satisfacen las necesidades más básicas (parte inferior de la pirámide), los seres humanos desarrollan necesidades y deseos más elevados (parte superior de la pirámide).

#### Teoría de los dos factores
Frederick Herzberg formuló la llamada teoría de los dos factores para explicar mejor el comportamiento de las personas en situaciones de trabajo. Este autor plantea la existencia de dos factores que orientan el comportamiento de las personas. La satisfacción, que es principalmente el resultado de los factores de motivación; y la insatisfacción, que es principalmente el resultado de los factores de higiene. Los factores de motivación tienen poco efecto sobre la insatisfacción. En cambio, si los factores de higiene faltan o son inadecuados, causan insatisfacción, pero su presencia tiene muy poco efecto en la satisfacción a largo plazo.

#### Teoría X y teoría Y
Douglas McGregor, en su obra El lado humano de las organizaciones (1960), identificó dos actitudes en las personas, que pudo analizar y relacionar con aspectos del comportamiento humano y de la motivación, que posteriormente se conocieron como la teoría X y la teoría Y, las cuales tienen características contrastantes, como por ejemplo: ¿Acaso necesitas ser amenazado para aumentar tu productividad laboral? o ¿Realizas las actividades de tu puesto de trabajo porque te gustan, porque son un deseo de hacerlas bien y te generan placer saber que las hiciste?

#### Teoría del desarrollo Organizacional
En la década de los sesenta, en los Estados Unidos, un grupo de científicos sociales desarrolló un trabajo que hace énfasis en el desarrollo planeado de las organizaciones: el desarrollo organizacional (abreviado D.O.). Desde entonces se ha escrito mucho sobre el asunto, en especial algunos profesionales ligados a las ciencias del comportamiento que ejercen también funciones de consultores de organizaciones. El asunto ha sido entendido de diversas maneras por numerosos autores, y no existe un consenso general bien definido sobre qué es el desarrollo organizacional.

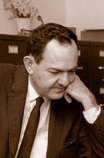
Herbert A. Simon. Premio Nobel Conmemorativo de Economía en su versión de economía organizacional 1978.

#### Teoría del comportamiento administrativo
Esta teoría pone especial énfasis en la racionalidad limitada en la toma de decisiones administrativas, Propone lo que llama «hombre administrativo», donde se identifica a un ser que se comporta con relativa racionalidad y busca obtener resultados satisfactorios, y lo diferencia del llamado «hombre económico», que actúa racionalmente y busca maximizar el beneficio. Mientras que el hombre económico maximiza al seleccionar el mejor curso de acción de todas las opciones posibles (lo que implica tener información perfecta), el hombre administrativo simplemente «satisface» en su esfuerzo por acercarse a una decisión que le resulte suficientemente satisfactoria (ya que no puede poseer información perfecta). Como síntesis se puede decir que esta teoría postula que la mejor forma de organización es la que permite que los empleados de todos los niveles tomen decisiones y colaboren en el cumplimiento de los objetivos, de acuerdo a su nivel de influencia y autoridad.
Sus principales autores fueron James March y Herbert Simon, los cuales realizaron sus obras entre 1961 y 1984. Su influencia sobre el desarrollo de la teoría administrativa posterior ha sido importantísima.
Otros desarrollos, particularmente por Richard Cyert y James G. March de la Carnegie School, van mucho más allá de la economía neoclásica ya que se hace hincapié en explicar cómo se toman las decisiones dentro de la empresa. Mucho de esto dependía en gran medida de la obra de Herbert A. Simon en la década de los cincuenta sobre el comportamiento en situaciones de incertidumbre, la cual argumentaba que «las personas poseen una capacidad cognitiva limitada y, por lo tanto, sólo pueden ejercitar una racionalidad limitada al tomar decisiones en situaciones complejas e inciertas». Por lo tanto, los individuos y los grupos tienden a la «satisfacción», es decir, a intentar alcanzar objetivos realistas en lugar de maximizar una función de utilidad o de ganancia. Cyert y March argumentaron que la empresa no puede ser considerada como un monolito, porque los diferentes individuos y grupos dentro de ella tienen sus propias aspiraciones e intereses conflictivos y que el comportamiento de la empresa es el resultado ponderado de estos conflictos. Existen mecanismos organizativos (como la «satisfacción» y la toma secuencial de decisiones) para mantener el conflicto en niveles que no sean perjudiciales.
Realizaron un gran aporte a la teoría de la decisión y a conocer el verdadero comportamiento administrativo.

## Escuela sistémica de la administración
La llamada escuela sistemática de la administración agrupa en su seno a la cibernética, la teoría matemática de la Administración, la teoría de las contingencias y la teoría de los sistemas y es representada por autores como Norbert Wiener, John von Neumann, Ludwig von Bertalanffy, Daniel Katz, Robert L. Kahn y Stanford L. Optner, entre otros. La escuela sistemática propone una nueva forma de analizar la organización reconociendo la importancia de las relaciones entre las partes para alcanzar el propósito por completo.

### Teoría matemática de la administración
Manifiesta que la toma de decisión es un proceso y por lo tanto este puede ser traducido a fórmulas matemáticas; realiza modelos matemáticos aplicados a la solución de los problemas administrativos. Esta escuela se divide en dos ramas:
- La cibernética de Norbert Wiener y Arturo Rosenblueth Stearns, con modelos matemáticos de dinámica de sistemas.
- Los investigadores operacionales, donde se aplican modelos matemáticos de programación lineal, teoría de colas, entre otros.

### Teoría de los sistemas
La teoría de los sistemas o teoría general de los sistemas (TGS) se desarrolló durante la Guerra Fría y es un esfuerzo de estudio interdisciplinario que trata de encontrar las propiedades comunes a entidades, los sistemas, que se presentan en todos los niveles de la realidad, pero que son objeto tradicionalmente de disciplinas académicas diferentes. Su puesta en marcha se atribuye al biólogo austriaco Ludwig von Bertalanffy, quien acuñó la denominación a mediados del siglo XX.
- Las organizaciones como sistemas: Una organización es un sistema sociotécnico incluido en otro más amplio, que es la sociedad, con el que interactúa en una influencia mutua. También puede ser definida como un sistema social, integrado por individuos y grupos de trabajo que responden a una determinada estructura y dentro de un contexto al que controla parcialmente, desarrollan actividades aplicando recursos en pos de ciertos valores comunes.

## Escuela de toma de decisiones
La escuela de toma de decisiones manifiesta que la ejecución administrativa se lleva a cabo por medio de una decisión; afirman que los administradores necesitan saber tomar decisiones y saber con exactitud cómo tomarlas mediante procesos lógicos. Cuenta, entre sus principales autores, a Howard Raiffa, de Harvard.

## Escuela situacional o contingencial
La llamada escuela situacional, también llamada escuela contingencial, es un enfoque que plantea que el administrador se ve influido por la situación y por las circunstancias que lo rodean, pero plantea que a su vez puede influir en estas situaciones por medio de la decisión administrativa que toma. Se destacan autores como Hall, Harold Koontz y Weihrich.

## Corrientes de pensamiento surgidas a partir de 1980

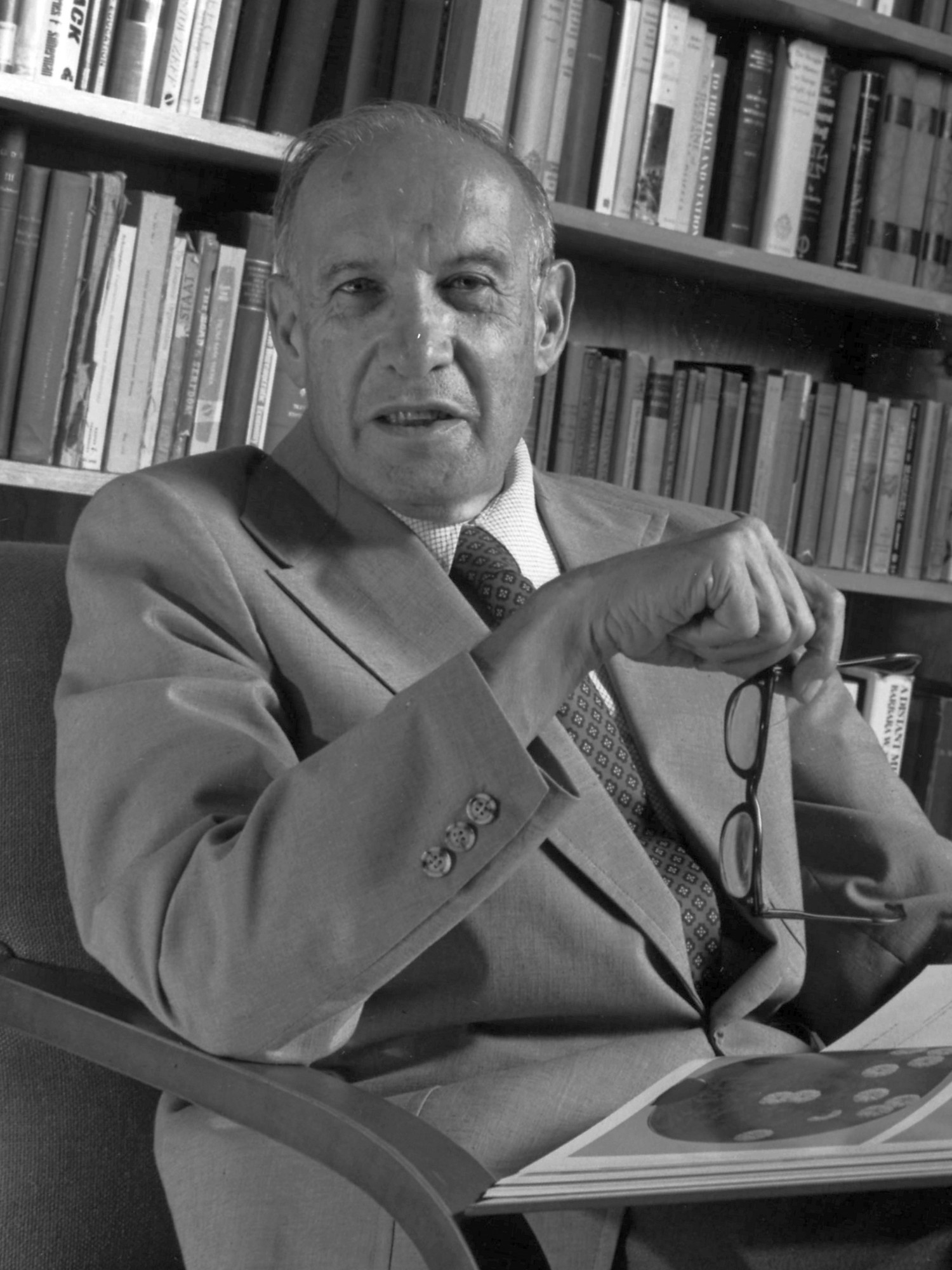
Peter Drucker es considerado el padre de la dirección o gerenciamiento.

### Escuela de administración estratégica
Surge en la década de 1980 y, según Henry Mintzberg, tiene dos enfoques: el normativo, que recomienda un método para elaborar una estrategia, lo conciben los expertos y después los trabajadores lo llevan a la práctica; por otro lado el enfoque descriptivo se refiere a como se crean o forman las estrategias y supone que las fases de formulación y ejecución interactúan y se recrean. Las empresas no crean sus estrategias de forma deliberada sino que surgen de sus actividades.
Los pioneros en esta disciplina fueron Peter Drucker, quien manifestó el pensamiento estratégico mediante preguntas simples: ¿Cuál es nuestro negocio?, ¿dónde estamos? y ¿dónde queremos estar?. Por lo tanto, definir a qué se dedica (diagnóstico), dónde se quiere llegar (visión) y definir los caminos para poder llegar (cómo). El otro pionero fue Igor Ansoff quien desarrolló una serie de estrategias para conquistar nuevos mercados (matriz de Ansoff).
Otro autor importante aquí es Michael Porter, quien desarrolló estrategias competitivas (estrategias genéricas de Porter) y una serie de matrices de análisis industrial, análisis Porter de las cinco fuerzas, la cadena de valor, etc.

### Teoría Z
La teoría Z de William Ouchi se enfoca en los RR.HH y el comportamiento organizacional y se encuadra dentro del denominado management japonés o escuela japonesa, siendo el caso más conocido el toyotísmo. Se interesa en incrementar la apropiación y amor del empleado por la compañía, garantizar la seguridad en el empleo a largo plazo, toma de decisiones colectiva, responsabilidad individual, y control informal e implícito, aunado a sistemas de medición del desempeño formales y explícitos. Según el doctor William Ouchi, su principal proponente, la administración de la teoría Z tiende a promover los empleos fijos, la alta productividad y alta satisfacción y moral en los empleados. Una empresa practica la Teoría Z cuando el factor trabajo (todos los trabajadores, desde el más alto gerente o director, hasta el más humilde obrero) se involucra en la organización.

### Teoría de las limitaciones
La teoría de las limitaciones o teoría de las restricciones (Theory of Constraints, TOC) fue creada por Eliyahu M. Goldratt, doctor en física israelí que, siendo empresario de la industria del software y siendo su empresa la 6.ª de más rápido crecimiento en 1982 según Inc. Magazine, se preguntó si acaso existiría alguna relación válida entre las técnicas utilizadas en la resolución de problemas científicos y los que él encontró en su trabajo empresarial. Inició su investigación y él desarrolló su teoría en forma de una novela, su best-seller La meta.
Esta teoría tiene como fundamento la Teoría de Sistemas, cuyo punto de partida es la consideración de que los sistemas son teleológicos; es decir, que tienen un objetivo o propósito. La TOC considera la empresa como un sistema constituido con la intencionalidad de conseguir una meta.
La esencia de la teoría de las restricciones se basa en cinco puntos correlativos de aplicación: 1- Identificar las restricciones del sistema. 2- Decidir cómo explotarlas. 3- Subordinar todo a la decisión anterior. 4- Superar la restricción del sistema (elevar su capacidad). Si en los pasos anteriores se ha roto una restricción, regresar al paso (1), pero no permitir la inercia.
El análisis del mundo de la utilidad, propuesto por la TOC, conduce a un cambio en las prioridades gerenciales. Tradicionalmente los gestores empresariales han definido sus prioridades de la siguiente manera: 1- Reducción de costos. 2- Incremento de la utilidad. 3- Mantenimiento de inventarios.
Ahora, con la TOC, hay un cambio fundamental en el orden:
1. Incrementar la utilidad (atacando restricciones productivas, mercadológicas, administrativas, etc.).
2. Reducción del inventario (de materiales, productos en proceso y productos terminados).
3. Reducción de costos(todo el dinero que se gasta en transformar el inventario en utilidad).

### Administración de la calidad total
La gestión de la calidad total (TQM, del inglés Total Quality Management) también conocida como «excelencia» se puede definir como una estrategia de gestión de la organización, cuyo objetivo principal es satisfacer de una manera equilibrada las necesidades y expectativas de todos sus grupos de interés. Estos grupos de interés suelen estar formados normalmente por: cliente, empleados, accionistas y la sociedad en general.
El concepto de calidad, ha contado con aportaciones de muchos autores, entre ellos Jurán, Crosby, Deming, Ishikawa y otros, que han conseguido evolucionar el concepto mediante sus aportaciones y estudios.
Una definición generalmente aceptada es la que identifica la Calidad con el grado de satisfacción que ofrecen las características del producto/servicio, en relación con las exigencias del consumidor al que se destina, es decir, un producto o servicio es de calidad, cuando satisface las necesidades y expectativas del cliente o usuario, en función de determinados parámetros, tales como seguridad, confiabilidad y servicio prestado.
En la TQM se han incluido temas como mejora continua, mantenimiento productivo total, kanban, just in time, círculos de calidad, kaizen, etc. Se puede destacar en este sentido al sistema de producción Toyota.
Dentro de esta corriente se suele incluir vulgarmente a la denominada «teoría de la excelencia» inaugurada por Tom Peters en 1982, con su libro En busca de la excelencia, en coautoría con Robert Waterman y, que, fue seguida por algunos autores más como Jim Collins y Jerry Porras. Actualmente es considerada un fraude y no es tenida en cuenta dada su falta de metodología científica, ya que, de la lista de las 43 compañías consideradas como ejemplares, luego de un par de años de publicado el libro muchas comenzaron a experimentar serios problemas financieros; en 1983, Atari perdió 500 millones de dólares y fue vendida. Wang Labs y DEC desaparecieron. IBM atravesó sin problemas la década de los 80, pero casi quiebra en los 90, etc.

### Reingeniería de procesos
Hammer y Champy definen a la reingeniería de procesos como «la reconcepción fundamental y el rediseño radical de los procesos de negocios para lograr mejoras dramáticas en medidas de desempeño tales como en costos, calidad, servicio y rapidez».
Por lo tanto, se trata de una reconcepción fundamental y una visión holística de una organización. Preguntas como: ¿por qué hacemos lo que hacemos? y ¿por qué lo hacemos como lo hacemos? llevan a interiorizarse en los fundamentos de los procesos de trabajo.
La reingeniería de procesos es radical hasta cierto punto, ya que busca llegar a la raíz de las cosas, no se trata solamente de mejorar los procesos, sino y principalmente, busca reinventarlos, con el fin de crear ventajas competitivas osadas, con base en los avances tecnológicos.

## Los beneficios más importantes de la administración
Se señalan como beneficios de la aplicación del «proceso administrativo», los siguientes:
- Es una guía práctica y metodológica para la administración de empresas
- Permite sistematizar y controlar las operaciones continuas.
- Sienta las bases para estructurar (organizar) el trabajo y dividirlo en departamentos y jerarquías conforme a las necesidades y los recursos de las    empresas.

- Permite establecer un sistema de selección de individuos acorde con las necesidades de la empresa.
- Facilita el desarrollo de capacidades y competencias laborales.
- Posibilita la dirección, al darle estrategia y control a quien la conduce.
- Faculta el análisis de problemas para su solución.
- Da las bases para aplicar el método científico para el mejoramiento de la empresa o su replanteamiento.
- Es un instrumento importante de reorganización de la empresa.

## Características de la administración
- Universalidad. El fenómeno administrativo se da donde quiera que existe un organismo social, porque en él tiene siempre que existir coordinación sistemática de medios. La administración se da por lo mismo en el estado, en el ejército, en la empresa, en las instituciones educativas, en una sociedad religiosa, etc. Y los elementos esenciales en todas esas clases de administración serán los mismos, aunque lógicamente existan variantes accidentales.
- Valor instrumental. Dado que su finalidad es eminentemente práctica, la administración resulta ser un medio para lograr un fin y no un fin en sí misma; mediante ésta se busca obtener determinados resultados.
- Unidad temporal. Aunque se distingan etapas, fases y elementos del fenómeno administrativo, éste es único y, por lo mismo, en todo momento de la vida de una empresa se están dando, en mayor o menor grado, todos o la mayor parte de los elementos administrativos. Así, al hacer los planes, no por eso se deja de mandar, de controlar, de organizar, etc.
- Unidad jerárquica o de ejercicio. Todos cuantos tienen carácter de jefes en un organismo social, participan en distintos grados y modalidades, de la misma administración. Así, en una empresa forman un solo cuerpo administrativo, desde el gerente general, hasta el último mayordomo. Se aplica en todos los niveles o subsistemas de una organización formal.
- Especificidad. La administración tiene características propias que la distinguen de otras disciplinas, aun cuando se auxilie de ellas. Aunque la administración va siempre acompañada de otros fenómenos de índole distinta, el fenómeno administrativo es específico y distinto a los que acompaña. Se puede ser un magnífico ingeniero de producción y un pésimo administrador. La administración tiene características específicas que no nos permite confundirla con otra ciencia o técnica. La administración se auxilia de otras ciencias y técnicas, pero tiene características propias que le proporcionan su carácter específico. es decir, no puede confundirse con otras disciplinas.
- Interdisciplinariedad. La administración hace uso de los principios, procesos, procedimientos y métodos de otras ciencias que están relacionadas con la eficiencia en el trabajo. Está relacionada con matemáticas, estadística, derecho, economía, contabilidad, sociología, psicología, filosofía, antropología, ciencia política.
- Flexibilidad. Los principios y técnicas administrativas se pueden adaptar a las diferentes necesidades de la empresa o grupo social.[106][107]

## Campo de aplicación
- Conocimientos para:
  - Solucionar problemas mediante el diseño, adaptación e innovación de sistemas administrativos y formas de dirección de las organizaciones y en la ejecución y conducción de las funciones de mercadotecnia, finanzas, personal y producción en un ambiente de internacionalización y globalización de la sociedad.
  - Comprender el desarrollo de las empresas y las organizaciones desde una perspectiva histórica, interdisciplinaria y crítica para mejorar las formas de gobernabilidad de las organizaciones y su contribución y responsabilidad en la solución de los problemas sociales, económicos y ambientales.
  - Conocer las problemáticas específicas y emergentes en el campo de la administración y de los sectores de actividad económica y social que han venido adquiriendo importancia creciente para construir respuestas creativas y soluciones éticamente sustentables.
- Habilidades para:
  - Planear, organizar, dirigir y controlar los recursos materiales y financieros, conducir y coordinar grupos humanos de las organizaciones, así como tomar decisiones en ambientes complejos.
  - Establecer relaciones interpersonales, trabajo en grupo y negociación y solución de conflictos a través de acuerdos.
  - Utilizar lenguajes formales y matemáticos, así como las metodologías de indagación y la utilización de las nuevas tecnologías de comunicación.
  - Integrar, asumir y aplicar los conocimientos que provienen de las distintas disciplinas que participan en la formación del administrador.
  - Diseñar estrategias a partir de una capacidad para integrar y sintetizar la información sobre factores internos y externos de la organización.
  - Crear y mantener todo tipo de organizaciones para propiciar fuentes de empleo y promover el desarrollo de la sociedad.[108]

## Funciones que desempeña el profesional en administración.
El profesional en administración está a cargo o desempeña funciones tales como: 
- Dirección general.
- Planeamiento y control de gestión.
- Finanzas.
- Comercialización.
- Recursos humanos.
- Tecnologías de la Información.
- Logística y operaciones, etc.

Las funciones comprendidas en dichas áreas pueden ser desempeñadas en los distintos «niveles organizacionales»:
- Estratégicos.
- Tácticos.
- Operativos.

Asimismo, está facultado para desarrollar «emprendimientos», realizar «consultorías y/o asesoramiento» interno y/o externo.